# Nikolaj Charitonov
Nikolaj Michailovitsj Charitonov (Russisch: Николай Михайлович Харитонов) (Rezino, 30 oktober 1948) is een Russische communistische politicus. Hij is sinds 1994 lid van de Staatsdoema voor de Russische Communistische partij. Hij is tevens voorzitter van de commissie voor de regio's in het noorden en oosten van Rusland.
Hij was voorheen lid van de Russische Boerenpartij totdat hij ontslag nam uit protest tegen hun samenwerking met Verenigd Rusland. Hij is vooral bekend vanwege zijn mislukte poging om de zittende president Vladimir Poetin bij de verkiezingen van 2004 af te zetten, hij eindigde toen op de tweede plaats. In 2024 deed hij opnieuw mee met de presidentsverkiezingen.

## Verkiezingen 2024
Charitonov kondigde aan dat hij zou meedoen met de Russische presidentsverkiezingen van 2024. Hij verzette zich niet tegen de Russische invasie van Oekraïne en werd daarom op de sanctielijst van het Verenigd Koninkrijk en de Verenigde Staten geplaatst.